# 福智町立金田義務教育学校
福智町立金田義務教育学校（ふくちちょうりつ かなだぎむきょういくがっこう）は、福岡県田川郡福智町にある公立の義務教育学校である。

## 沿革
- 2020年（令和2年）
  - 4月1日 - 金田中学校と金田小学校を統合し、本校開校。ただし、この時点で、新校舎は完成しておらず、それぞれ旧校舎で授業を行った。
  - 8月31日 - 建設が遅れていた新校舎が完成し、新校舎での授業開始。

## 校区
- 金田・神崎地区[1]

## 周辺
- 中元寺川
  - 人見橋
- 福岡県道22号田川直方線
- 特別養護老人ホーム第二長寿園
- 金田社会福祉センター
- 金田会館
- 金田分館
- 金田武道館
- 金田保健センター

## アクセス
- 平成筑豊鉄道伊田線・糸田線金田駅から、徒歩約535m・約8分。
- 平成筑豊鉄道伊田線人見駅（出口1）から、徒歩約490m・約7分。